# Tygo Land
Tygo Land (Peize, Países Bajos, 11 de enero de 2006) es un futbolista neerlandés que juega de centrocampista en el PSV Eindhoven de la Eredivisie.

## Trayectoria
Se incorporó a la PSV Eindhoven el 12 de agosto de 2022, procedente de la academia del S. C. Heerenveen, donde había estado desde los 5 años. Rápidamente ascendió al Jong PSV, donde impresionó. Debutó el 12 de agosto de 2023, exactamente un año después de incorporarse al club. Fue sustituido por Joey Veerman en el minuto 90 y acabaron ganando 2-0 al F. C. Utrecht. Su primer impacto real en el primer equipo fue el 13 de abril de 2024, donde fue sustituido en el minuto 79. En este partido consiguió su primera contribución goleadora para el primer equipo del PSV, dando la asistencia del sexto gol del partido contra el S. B. V. Vitesse. Este gol fue anotado por Hirving Lozano.
El 11 de octubre de 2023 fue elegido por el diario inglés The Guardian como uno de los mejores jugadores del mundo nacidos en 2006.
En mayo de 2024 fue seleccionado para formar parte del equipo de la temporada de la Eerste Divisie.

## Estadísticas

### Clubes
Actualizado al último partido disputado el 29 de noviembre de 2024.
| Club                         | Div.          | Temporada     | Liga  | Liga  | Liga   | Copas nacionales | Copas nacionales | Copas nacionales | Copas internacionales | Copas internacionales | Copas internacionales | Total | Total | Total  |
| Club                         | Div.          | Temporada     | Part. | Goles | Asist. | Part.            | Goles            | Asist.           | Part.                 | Goles                 | Asist.                | Part. | Goles | Asist. |
| ---------------------------- | ------------- | ------------- | ----- | ----- | ------ | ---------------- | ---------------- | ---------------- | --------------------- | --------------------- | --------------------- | ----- | ----- | ------ |
| Jong PSV · Países Bajos      | 2.ª           | 2023-24       | 26    | 4     | 5      | —                | —                | —                | —                     | —                     | —                     | 26    | 4     | 5      |
| Jong PSV · Países Bajos      | 2.ª           | 2024-25       | 7     | 1     | 1      | —                | —                | —                | —                     | —                     | —                     | 7     | 1     | 1      |
| Jong PSV · Países Bajos      | Total club    | Total club    | 33    | 5     | 6      | 0                | 0                | 0                | 0                     | 0                     | 0                     | 33    | 5     | 6      |
| PSV Eindhoven · Países Bajos | 1.ª           | 2023-24       | 3     | 0     | 1      | 0                | 0                | 0                | 0                     | 0                     | 0                     | 3     | 0     | 1      |
| PSV Eindhoven · Países Bajos | 1.ª           | 2024-25       | 3     | 0     | 0      | 0                | 0                | 0                | 0                     | 0                     | 0                     | 3     | 0     | 0      |
| PSV Eindhoven · Países Bajos | Total club    | Total club    | 6     | 0     | 1      | 0                | 0                | 0                | 0                     | 0                     | 0                     | 6     | 0     | 1      |
| Total carrera                | Total carrera | Total carrera | 39    | 5     | 7      | 0                | 0                | 0                | 0                     | 0                     | 0                     | 39    | 5     | 7      |

## Palmarés

### Campeonatos nacionales
| Título                        | Club          | País         | Año  |
| ----------------------------- | ------------- | ------------ | ---- |
| Eredivisie                    | PSV Eindhoven | Países Bajos | 2024 |
| Eredivisie                    | PSV Eindhoven | Países Bajos | 2025 |
| Supercopa de los Países Bajos | PSV Eindhoven | Países Bajos | 2025 |